# Nikola Šipčić
Nikola Šipčić (Priboj, Serbia, 17 de mayo de 1995) es un futbolista montenegrino que juega como defensa en el Asteras Trípoli F. C. de la Superliga de Grecia.

## Trayectoria
Comenzó su trayectoria en las categorías inferiores del FK FAP Priboj y OFK Belgrad, antes de llegar en 2014 al Rad Belgrado.
En julio de 2019 se convirtió en jugador del Club Deportivo Tenerife para las siguientes tres campañas. Prolongó su estancia en el club y en julio de 2024, tras cinco años en los que jugó cerca de 150 partidos, fue cedido al F. C. Cartagena. Tras este préstamo finalizó su contrato con el conjunto insular y se marchó a Grecia para competir con el Asteras Trípoli F. C.

## Selección nacional
El 24 de marzo de 2022 debutó con la selección de Montenegro en un amistoso ante Armenia.